# Política das Fiji

As ilhas Fiji são uma república. Uma constituição proclamada em 1990 garantiu o controle do país pela população fijiana, mas deu origem a grande emigração de indianos. A perda de população levou a dificuldades econômicas, mas garantiu que os melanésios se tornassem maioritários no país. Em 1992 ocorrem eleições que são vencidas pelo Partido Político Fijiano.
Uma revisão realizada em 1997 tornou a constituição de Fiji mais equitativa. Realizaram-se eleições livres e pacíficas em 1999, que resultaram num governo liderado por um indo-fijiano. Um ano mais tarde, o governo foi deposto por um golpe de estado liderado por George Speight, um nacionalista fijiano de linha dura. A democracia foi restaurada em finais de 2000 e Laisenia Qarase, que liderara um governo interino desde o golpe, foi eleito primeiro-ministro.
Para um país do seu tamanho, Fiji tem forças armadas excepcionalmente eficientes, e tem sido um contribuinte importante em missões de manutenção de paz das Nações Unidas em vários pontos do globo.
Em dezembro de 2006 ,o general Frank Bainimarama deu um golpe de estado e depôs  o governo do primeiro-ministro  Laisenia Qarase. O ex-presidente da Associação de Médicos de Fiji Jona Senilagakali será o primeiro-ministro transitório até a formação de um governo interino. Austrália e Nova Zelândia protestaram contra o golpe, o governo neozelândes  anunciou sanções contra Fiji. Em 1º de Setembro de  2009, Fiji foi expulsa da Comunidade das Nações por não seguir os padrões democráticos que a comunidade exige.